# Rally Masters: Michelin Race of Champions
Rally Masters: Michelin Race of Champions is een videospel voor het platform Sony PlayStation. Het spel werd uitgebracht in 2000. 